# Vuelos del "Jesús del Gran Poder"
El Jesús del Gran Poder fue un avión español modelo Breguet XIX GR (Gran Raid) realizado en los años 20 que batió récords en la historia de la aviación española con un par de sus vuelos. Se encuentra en el Museo del Aire de Madrid. 

## Antecedentes
Charles Lindbergh fue el primer hombre en cruzar en solitario el Atlántico y volar de América a Europa, Charles decidió optar por un premio de veinticinco mil dólares ofrecido en 1919 por el filántropo francés nacionalizado estadounidense Raymond B. Orteig para el primer piloto que realizara un vuelo trasatlántico sin escalas entre Nueva York y París, este premio, en busca de fomentar el desarrollo de la aviación, alentaría los vuelos a gran distancia. Lindbergh, en su monoplano de un solo motor Ryan NYP (un Ryan M-2 modificado), bautizado como «Spirit of St. Louis», y en solitario, despegó del aeródromo Roosevelt (Long Island) el 20 de mayo de 1927 y, tras un vuelo de 33 horas y 32 minutos, aterrizó en el aeropuerto de Le Bourget, cercano a París,  posteriormente al vuelo del Jesus del Gran Poder, Amelia Earhart, el 20 de mayo de 1932 se convertía en la primera mujer que cruzaba el Atlántico en solitario.

## El avión
El Breguet XIX era un avión muy moderno en dicha época, el primer modelo había volado por primera vez en Francia en 1922, y había comenzado a fabricarse en España por Construcciones Aeronáuticas S.A. en su factoría en Getafe (Madrid) en 1924.
El modelo Gran Raid era una variación del Breguet XIX de serie que estaba especialmente desarrollada para grandes radios de acción, y que, al igual que este, podía estar dotado de varias plantas motrices, eligiéndose para el Jesús del Gran Poder un motor Hispano Suiza 12 lb de 600 CV.
Fue bautizado el 30 de marzo de 1928 en Sevilla por la reina consorte Victoria Eugenia de Battenberg.

## Historial de vuelos
El 26 de abril de 1928 el avión despegó de Tablada y realizó un vuelo de prueba que duró 28 horas, batiendo un récord nacional.
El 11 de mayo de 1928 realizaron otro vuelo desde Tablada que se estrelló contra una camioneta en el mismo aeródromo.

### Primer proyecto
El primer proyecto era establecer un lazo de unión entre España y el sur de Asia y batir el récord mundial de distancia. Este había sido obtenido el 4 de junio de 1927 por los pilotos estadounidenses Clarence Chamberlin y Charles A. Levine en el cruce del Atlántico Norte desde Nueva York hasta Eisleben (Alemania), situándolo en 6.294 km., meses después del récord de Charles Lindbergh. Con este fin proyectaron un viaje a Bombay.
El 29 de mayo de 1928, a las 11 y media de la mañana, despegaron del campo de vuelos del aeródromo de Tablada (Sevilla) el capitán de infantería Ignacio Jiménez Martín y el capitán del cuerpo de ingenieros Francisco Iglesias Brage, a bordo del Breguet XIX GR (Gran Raid) número 72. Sin embargo, no se pudo superar dicho récord, ya que debido una fuerte tormenta de arena se vieron obligados a aterrizar en Nasiriya, cerca de Basora (Irak), habiendo recorrido 5.100 km en 28 horas de vuelo, con una velocidad media de 180 km/h.

### Segundo proyecto

Rutas de los grandes vuelos de la aviación española (1926-1936), incluyendo el vuelo a Iberoamérica del Jesús del Gran Poder.

Una vez que volvieron a España se puso en marcha un nuevo proyecto para intentar superar el nuevo récord de larga distancia que los pilotos italianos Arturo Ferrarin y Carlo del Prete habían situado en 7.188km, el 5 de julio de 1928, volando con un Savoia-Marchetti SM-64, entre Roma y punta Genipabu, cerca de Natal (Brasil).
La ruta planificada fue la línea ortodrómica entre Sevilla y Río de Janeiro que bordeaba en las primeras etapas del vuelo la costa de África pasando por Cabo Verde para desde allí afrontar el cruce del Atlántico.
No llevaron a bordo ni el equipo de radio, transmisor y receptor, ni el goniómetro, para así reducir todo lo posible el peso de la aeronave, por lo que la navegación fue a estima y astronómica. La ruta que siguieron una vez atravesado el Atlántico comprendía escalas en: Brasil, Uruguay, Argentina, Chile, Perú, Ecuador, Colombia, Venezuela, Panamá, Costa Rica, Nicaragua, Honduras, El Salvador, Guatemala, México y Cuba.
El avión que había sido decorado con motivos alegóricos de Andalucía por Juan Lafita, Martínez de León y otros pintores partió el 24 de marzo de 1929 a las 17 horas y 35 minutos de Tablada. Pero esta vez debido a los fuertes vientos contrarios y a la poca intensidad de los vientos alíseos, así como a las fuertes tormentas encontradas en vuelo, tuvieron que aterrizar en el campo de vuelo de Cassamary, situado a unos 50 km de Bahía (Brasil), por agotamiento de gasolina, el 26 de marzo de 1929, a la 1 y 25 minutos de la madrugada, después de haber recorrido 6.550 km.
A pesar de no haber conseguido superar el récord de la distancia, consiguieron la segunda marca absoluta de duración de un vuelo, y la primera de duración de un vuelo de un avión terrestre sobre el mar. Además desde Cassamary iniciaron un gira pasando por Río de Janeiro, Montevideo, Buenos Aires, Santiago de Chile, Arica, Lima, Patía (Ecuador), Colón (Panamá), Managua, Guatemala y La Habana, donde llegaron el 17 de mayo de 1929 habiendo recorrido un total de 22.000 km durante 121 horas de vuelo, y siendo el primer avión español en sobrevolar los Andes en sentido Buenos Aires - Santiago de Chile.
El 7 de junio de ese mismo año llegaron a España a bordo del crucero ligero Almirante Cervera desembarcando en las costas de Cádiz, desde donde se trasladaron a Tablada para, al día siguiente, despegar hacia el campo de vuelos de Getafe (Madrid).